# Julius Elster
Julius Johann Phillipp Ludwig Elster (ur. 24 grudnia 1854 w Blankenburg (Harz), zm. 6 kwietnia 1920 w Bad Harzburg) – niemiecki fizyk. Udoskonalił elektrostatyczne przyrządy miernicze (elektrometr Elstera), zajmował się elektrostatyką, elektrycznością atmosfery, przewodnictwem jonowym gazów oraz radioaktywnością. Studiował nauki przyrodnicze i fizykę w Berlinie i Heidelbergu uzyskując w 1879 doktorat.